# 日本國鐵181系電力動車組
日本國鐵181系電力動車組是日本國有鐵道（日本國鐵）設計和製造的直流電用特急型列車。本條目也會一併介紹181系的原型──151系和161系。181系於1959年獲鐵道友之會選為第2屆藍絲帶獎得獎列車，為國鐵首次得獎的鐵道車輛。

## 概要
1956年東海道本線全線電氣化後，日本國鐵計畫開辦來往東京和大阪的特急列車班次（回聲號，行車時間6小時30分）。翌年，日本國鐵以首款「新性能電車」－101系的系統為基礎，設計了181系。181系於1958年11月投入服務，初期暱稱為「回聲號」。在東海道新幹線開業前，181系是東海道本線，甚至是日本國鐵黃金時代的代表車輛。
1962年，衍生自181系的161系投入服務，以「朱鷺號」的名義行駛上野至新潟的特急列車班次。1965年起，日本國鐵決定把151系和161系列車改造，並把前述兩個衍生型號與181系統一。此後新製列車均採用181系的設計，而日後特急列車的發展也以此系列為基礎。
1982年11月15日因上越新幹線通車的時刻改點，朱鷺號改為新幹線，原本用於朱鷺號的181系退出定期班次列車，改撥為後備車輛，到國鐵分割民營化的前一年（1986年）退役，僅改造為481系500番台的兩輛由JR九州承繼，之後兩輛電車先後於1991年和1993年除役。

## 開發經過
東海道本線是日本鐵路的大動脈，全線電氣化工程於1956年11月19日完成。以EF58型電力機車牽引的特快列車“燕（つばめ）”和“鳩（はと）”號，全程所需時間從8小時減為7小時30分鐘。但二戰後的東海道本線的運量急遽增加，於是計畫在全線電氣化後並進一步提升運轉速度，希望開行東京大阪間在6小時30分鐘完成的特快列車。，達成兩地之間可以當日來回的目標。

最初計畫使用機車牽引列車，使用EH10 15高速試驗車和10系輕型客車進行測試，最高時速可達120公里/小時，並在東京和米原之間試行了上行“燕”號特快車，期間沒有特別的問題，故提出了比EH10型更快更輕的，用於牽引高級旅客列車的EH50型8軸電力機車的計劃。目標包括最高運行速度為120公里/小時，機車重量為102.4噸以下，主牽引馬達的輸出功率為325千瓦以上。然而，使用大軸重的電力機車牽引運行列車持續高速行駛，可能需要重大投資以升級路線。因此放棄了動力集中牽引式高速列車計畫，改以較適合日本鐵路當時情況的動力分散式列車行駛高速列車。

當時，以80系湘南電車運行的長途列車越來越多，但日本國鐵內部根深蒂固的意見認為“列車噪音大，乘坐不舒服，不適合長途行駛”。然而，國鐵的工程師們相信以電聯車運行高速列車是將來的主流，內部也決定以電聯車運行未來的特快列車。 1957年9月，小田急電鐵的 3000 SE在東海道本線進行高速試驗，達成當時的最高窄軌速度紀錄（145公里/小時）。同年10-11月，日本國鐵首列新型列車90系進行高速試驗，最高時速135公里（濱松和米原之間長距離高速列車試驗）。由此認為可以以電聯車運行長途高速列車，在東京和大阪之間進行一日來回，方便商務旅行。

車輛設計主要由國鐵技師長島秀雄與主任技師星晃負責，考慮到高速行駛而設計了高位置的駕駛室，並將產生噪音的設備存放在整流罩內。 1958年2月至3月，在大阪大學風洞實驗室內進行了五分之一比例模型和全尺寸冷卻器的風洞試驗，試驗結果良好。 同年5月，舉行了列車暱稱和標誌的公開徵選。
20系列車於同年9月完成，並於同年11月1日開始行駛日本國鐵第一種特快電聯車“回聲號（こだま）”。

## 保存車
181系保存車僅兩輛，分別為保存於兵庫縣神戶市川崎重工廠區內的181-1（舊車號為26001、151-1），以及保存於埼玉縣埼玉市鐵道博物館的181-45。
另外，京都鐵道博物館也存有151複製品的車頭前半部。